# نوفيل سوس مونترويل
نوفيل سوس مونترويل (بالفرنسية: Neuville-sous-Montreuil)‏ هي بلدية تقع في إقليم باد كاليه من منطقة نور با دو كاليه في شمال فرنسا. تبلغ مساحة هذه المدينة 8.82 (كم²)، وترتفع عن سطح البحر 94 م، يبلغ عدد سكانها 703 نسمة حسب إحصاء المعهد الوطني للإحصاء والدراسات الاقتصادية سنة 2009 م. وترأس Etienne Bernard البلدية خلال فترة (2001-2008).